# Batalla de Bagdad (2003)
La Batalla de Bagdad, o también Caída de Bagdad, fue una campaña militar llevada a cabo entre los días 3 y 12 de abril de 2003, en el marco de la Invasión de Irak. La campaña estuvo compuesta de ataques aéreos, seguidos de una posterior invasión terrestre, que supuso la captura definitiva de Bagdad, capital de Irak, por parte de las tropas estadounidenses. La victoria aliada en esta batalla, tuvo como consecuencia principal el derrocamiento del régimen baazista del presidente Sadam Huseín.

## Campaña Aérea
El 19 de marzo de 2003, como antecedente, tiene lugar un bombardeo selectivo con misiles Tomahawk, que tenían por objetivo asesinar a la plana mayor del régimen iraquí. Al día siguiente, en la tarde-noche del día 21, dio comienzo la Operación Conmoción y Pavor, en la que numerosos objetivos militares y gubernamentales fueron masivamente bombardeados.
Desde el comienzo oficial del asedio a Bagdad, el 3 de abril, como en los días anteriores desde el comienzo de las operaciones, se llevaban a cabo alrededor de 1000 vuelos diarios, en los que los bombardeos se sucedieron a diario, con variación en su intensidad en relación con los objetivos.

### Fuerzas
La invasión de Bagdad fue dirigida por la 3.ª División de Infantería del Ejército de los Estados Unidos y por la 1.ª División de Marines del Cuerpo de Marines de los Estados Unidos equipados con tanques M1 Abrams, vehículos de combate Bradley y transportes blindados de personal M113, LAV-25 y AAV-7A1. Estas fuerzas, apoyadas por estadounidenses y británicos, y estos aviones, incluidos los B-52, los aviones de ataque Harrier GR7 y los A-10 Warthog, se enfrentaron a 36 000 soldados de la Guardia Republicana Iraquí protegidos en extensos búnkeres a más de 48km de las afueras de Bagdad, armados con tanques y artillería pesada.

## Campaña Terrestre

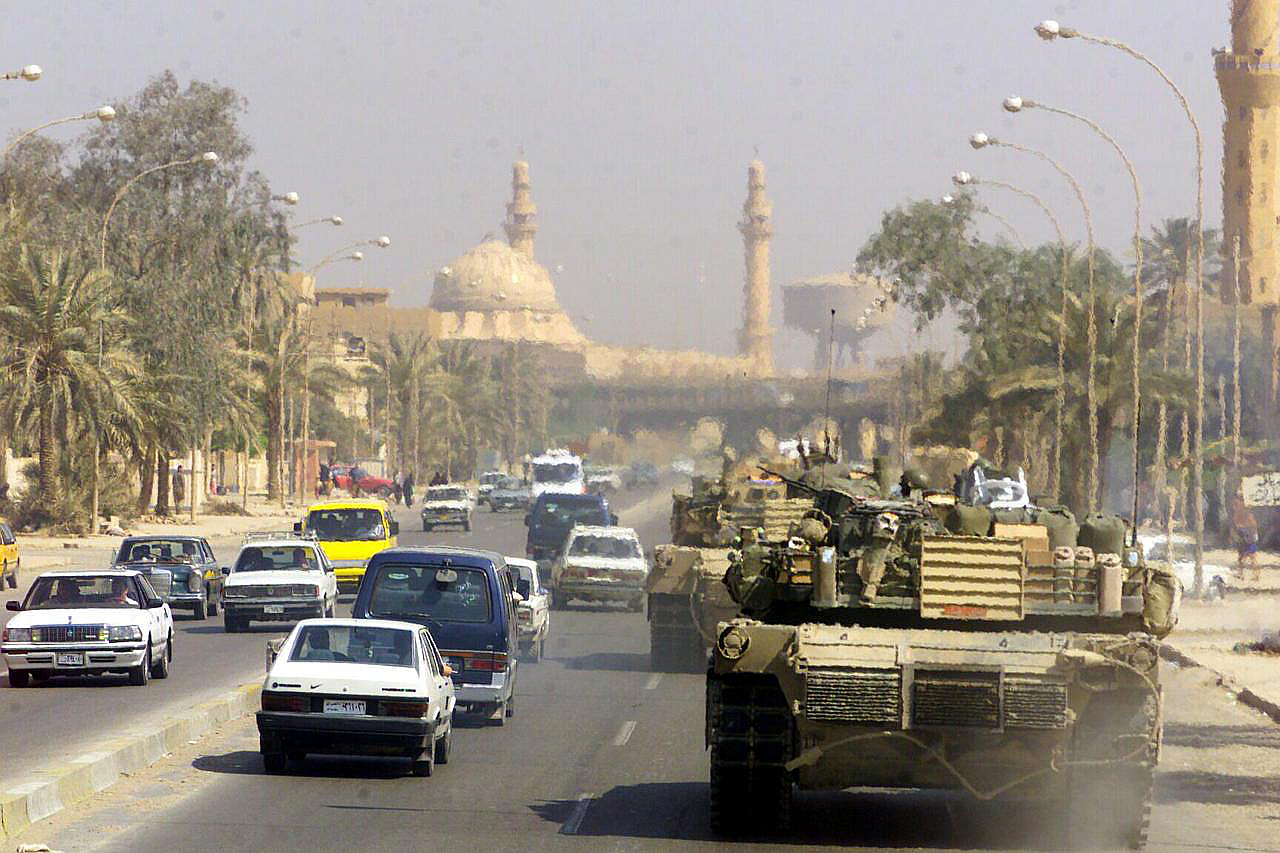
Tanques estadounidenses entrando en Bagdad

Entre el 2 y 4 de abril las tropas estadounidenses estrecharon el cerco sobre Bagdad. Las unidades más destacadas que realizaban el asedio, la 1.ª División de Marines y la 3.ª División de Infantería comenzaron a tomar posiciones accediendo a la capital por los barrios del sur y el oeste.
El día 4 fue especialmente intenso. En la barriada de At Tuwayhah, las tropas estadounidenses sufrieron una emboscada en la que perdieron 3 marines y 2 tanques Abrams. En el Aeropuerto de Bagdad, unidades de élite de la Guardia Republicana presentaron una dura resistencia, que dio lugar duros combates. Finalmente el aeropuerto fue conquistado, asegurándose así lo que sería el principal cuartel general y centro logístico de la coalición durante los siguientes años de guerra.
El día 7 el cerco se estrecha aún más, y se fijan 3 posiciones como objetivo, llamadas en clave Moe, Larry y Curly. Las 3 posiciones son importantes intersecciones que dan acceso a la ciudad. La posición Moe correspondía al cruce de las carreteras de Casidia y la N.º 8, la posición Larry correspondía al puente Jadriya sobre el río Tigris, y la posición Curly correspondía a la carretera de Dora. En la toma de la posición Curly, la situada más al sur, tuvieron lugar combates durante 18 horas, que causaron importantes bajas.
El día 8 las tropas estadounidenses avanzaban sobre la orilla occidental del Tigris, tomando el control de todo el complejo presidencial, incluyendo el Palacio Republicano, así como de numerosos ministerios y edificios gubernamentales que habían sido bombardeados semanas antes. Un grupo de 500 soldados de las fuerzas iraquíes tomaron posiciones en el Puente Jumhuriya, el que da acceso directo a la céntrica Plaza Firdos, haciendo retroceder a las tropas de Estados Unidos. Hubo duros combates, en los que incluso un avión A-10 fue derribado con un misil tierra-aire.
El 9 de abril las tropas estadounidenses cruzan por fin los puentes sobre el río Tigris y arriban a la Plaza Firdos, centro neurálgico de Bagdad. Allí se encuentran los hoteles Sheraton Ishtar y Palestina, que es el que el régimen dispuso para que fuese alojada toda la prensa internacional. La entrada de las tropas en el lugar se vio nuevamente en directo en todo el mundo. 

### Periodistas caídos
La peligrosidad de la toma de Bagdad quedó plasmada en la mediática muerte de 4 periodistas internacionales. El día 7, en los combates por la posición Curly, 2 periodistas que viajaban junto la 3.ª de Infantería, mueren en la explosión de un proyectil iraquí , el español Julio Anguita Parrado y el alemán Christian Liebig. El día 8, al tiempo de los combates por la captura del puente Jumhuriya, varios periodistas tratan de obtener imágenes desde los balcones del Hotel Palestina, situado frente al puente. Los tanques estadounidenses, que recibían fuego antitanque, dispararon contra la fachada del hotel, lo cual provocó la muerte a 2 cámaras que se encontraban en los balcones, el ucraniano Taras Protsyuk y el español José Couso.

## Caída de Sadam Huseín
En los días en los que el asalto a Bagdad estaba comenzando por el sur de la ciudad, las caras del régimen trataron de alardear dándose un último baño de masas. El 5 de abril, Sadam Huseín (aunque se especuló con que tan solo fuese un doble), salió a recorrer barrios populares de la capital, arengando a sus seguidores a luchar por la victoria. El ministro de información, Mohamed Said al-Sahaf, era conocido satíricamente como Alí el Cómico, por su excéntrica e inverosímil propaganda. Hacía continuas comparecencias ante la prensa internacional con excéntricas e incrédulas declaraciones: "Esta noche llevaremos a cabo algo que no es tradicional, no convencional, algo que va a dar una gran lección a estos mercenarios [para recuperar el aeropuerto]". "Será muy difícil que alguno de ellos salga con vida [de los estadounidenses] a menos que se rindan; están completamente rodeados". Bagdad está a salvo. Los infieles están suicidándose por cientos a las puertas de la ciudad".
No obstante en los días 8 y 9, cuando las tropas estadounidenses accedieron al complejo presidencial y al centro urbano, no hallaron rastro del gobierno iraquí. El centro de la Plaza Firdos estaba coronado con una gran estatua metálica de Sadam Huseín. El marine Edward Chin, se hizo famoso al subir por una escalera y colocar sobre la cara de Sadam una bandera estadounidense, que después sustituyó por otra iraquí. En la capital no había rastro del poder gubernamental, incluso gente salía a la plaza a destrozar y quemar retratos del dictador. Minutos más tarde, la estatua fue derribada por un vehículo blindado M88. Esta simbólica escena reflejó la captura de Bagdad, y el derrocamiento definitivo del régimen de Husein.

## Saqueos
Durante los días de la batalla por la capital, y debido al vacío de poder provocado, turbas de gente incontrolada junto con soldados de la coalición 
en su mayoría  llevaron a cabo todo tipo de saqueos que dañaron gravemente el patrimonio de Bagdad. La Universidad de Bagdad, los hoteles de 5 estrellas Al-Rashid, Al-Mansour y Babel, así como varias embajadas, fueron asaltados y saqueados. Las pérdidas irreparables más importantes se produjeron en el Museo Nacional y la Biblioteca Nacional, donde fueron saqueados, destruidos e incendiados numerosos documentos manuscritos y otras piezas procedentes de la antigua civilización de Mesopotamia, con 7.000 años de antigüedad. En el zoológico de la ciudad solo sobrevivieron el 5% de animales, habiendo muerto algunos por inanición y siendo otros robados y sacrificados por asaltantes. Los soldados de la coalición saquearon muchas piezas importantes de Bagdad 

### Destrucción de la estatua de la plaza Firdos
Ante un conglomerado de prensa internacional (y una pequeña multitud de alrededor de 100 milicianos iraquíes apoyados por Estados Unidos), a la estatua de Saddam en Plaza Firdos fue derribada por un M88 Recovery Vehicle del Cuerpo de Marines de EE. UU. Inicialmente, un Marina cabo llamado Edward Chin del 3.er Batallón, 4.º Regimiento de Marines colocó una bandera de los Estados Unidos en la cabeza de la estatua, aunque fue reemplazada por una bandera iraquí. Varios otros símbolos del presidente fueron desfigurados.